# Kalînivka, Prîmorsk
Kalînivka (în ucraineană Калинівка) este un sat în comuna Manuilivka din raionul Prîmorsk, regiunea Zaporijjea, Ucraina.

## Demografie
Componența lingvistică a localității Kalînivka
     Ucraineană (65,43%)
     Rusă (28,4%)
     Bulgară (6,17%)
Conform recensământului din 2001, majoritatea populației localității Kalînivka era vorbitoare de ucraineană (65,43%), existând în minoritate și vorbitori de rusă (28,4%) și bulgară (6,17%).